# 류조지 다카노부
류조지 다카노부(일본어: 龍造寺隆信 りゅうぞうじ たかのぶ[*], 교로쿠 2년 음력 2월 15일(1529년 3월 24일) ~ 덴쇼 12년 음력 3월 24일(1584년 5월 4일))는 센고쿠 시대부터 아즈치모모야마 시대에 걸친 무장. 히젠국의 기타규슈 다이묘 류조지가의 19대 당주이자 불문에 있던 시기는 쥬나곤엔게쓰방(中納言元月坊)을 칭했고, 환속 후에는 처음 다네노부(種信)를 자칭하고, 오우치 요시타카의 편휘를 받아 다카타네(隆胤), 그 뒤를 이어 다카노부(隆信)로 개명했다.
'오주 이도의 태수(五州二島の太守)' 칭호를 즐겨 사용했는데, 히젠의 곰이라는 별명을 따왔다. 쇼니씨를 하극상에서 쓰러뜨리고, 오토모씨를 꺾고, 시마즈씨와 대등한 세력을 쌓아 올려 규슈 3강(九州三強)의 한사람으로서 칭해졌지만, 시마즈·아리마 연합군과의 싸움(오키타나와테 전투)에서 불찰을 당해, 패배하여 전사했다.

## 생애

### 출생 이전
류조지 가는 출전(出典)이 확실하진 않지만 후지와라씨의 방계인 다카키 요시이에가 히젠국 오즈군의 류조지(龍造寺)의 지명을 따서 만들어졌다고 한다. 무로마치 막부 말기 본가인 무라나카 류조지가의 당주가 요절하면서 쇠약해지고 방계인 미즈가에 류조지(水ヶ江龍造寺) 가의 당주이자 다카노부의 증조부인 류조지 이에카네가 주군가문인 쇼니가(少弐家)를 배반하고 떨어져 나와 오우치가(大內家)의 비호아래 발흥하여 류조지 가는 센고쿠다이묘의 한 가문으로 성장하였다.

### 유소년기
교로쿠 2년(1529년) 음력 2월 15일, 류조지씨의 당주인 류조지 지카이에(미즈가에 성주)의 장남으로서 태어났다. 유년기는 보림원이라는 사찰에서 양육되었고, 7살에 출가해 법명을 엔게쓰(円月)라 했다. 그러다 덴분 14년(1545년) 할아버지 류조지 이에스미과 아버지 류조지 지카이에가 주군인 쇼니씨(少弐氏)에 대한 모반의 혐의로 쇼니씨의 가신에 의해 살해당한다. 다카노부는 증조부인 이에카네의 도움으로 옆 지방인 지쿠고(筑後)로 탈출하였다. 덴분 15년(1546년) 이에카네는 가마치 가문의 원조를 받아 류조지 씨를 재흥하지만, 93세라는 고령과 병환으로 인해 사망했다. 이때, 이에카네는 다카노부의 기량을 간파하여 환속해 미즈가에 류조지가를 잇게 달라고 유언을 남겼다.

### 가독 상속
덴분 16년(1547년), 다카노부는 환속해 다네노부(胤信)라는 이름을 쓰고 미즈가에 류조지 가문의 상속자가 되었다. 그리고 본가의 명을 따라, 주군인 쇼니 후유히사(少弐冬尚)를 공격하여 추방시켰다. 덴분 17년(1548년) 본가의 당주 류조지 다네미쓰가 죽자, 다카노부는 다네미쓰의 아내(류조지 이에카도의 딸로 다카노부의 당고모)와 혼인을 맺고 본가를 상속한다. 이에 본가 당주 취임에 반대하는 중신들이 있어 당시 주고쿠 지방(中國地方)의 센고쿠 다이묘 오우치 요시타카(大内義隆)와 손을 잡고 내부의 불만을 억누른다. 오우치 요시타카에게서 조정의 관직 야마시로노카미(山城守)에 임명되었고, 요시타카의 이름 한 글자를 받아서 이름도 잠깐 다카타네(隆胤)를 썼다가 곧 다카노부로 고쳤다.

### 히젠 통일

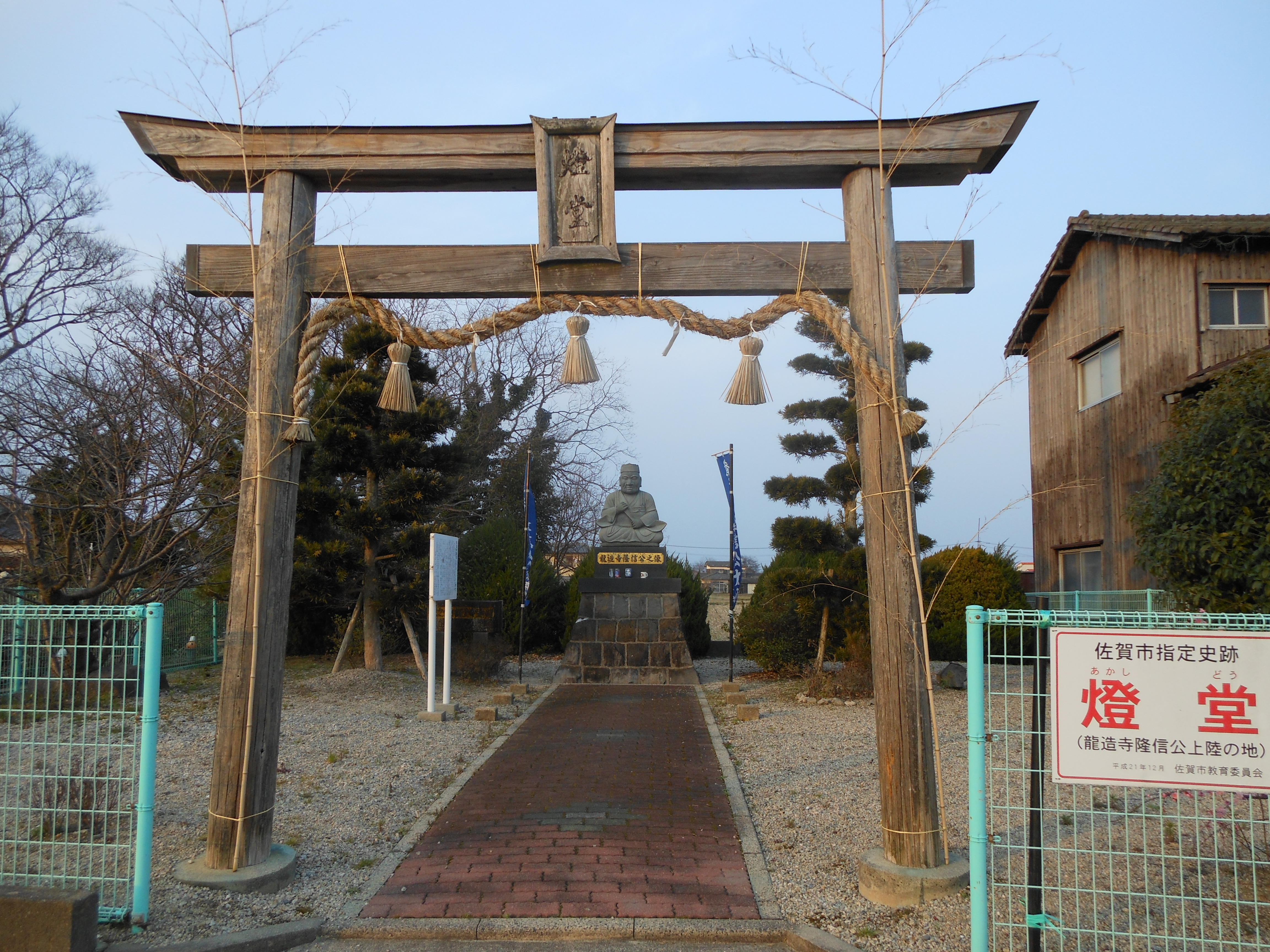
덴분 22년(1553년) 다카노부의 군세가 지쿠고로부터 히젠에 상륙한 땅에 있는 「등당」(아카시도), 사가시 가와소에쵸 이누이도.

덴분 20년(1551년), 오우치 요시타카가 가신의 모반에 의해 사망하자, 후원자를 잃은 다카노부는 당숙 겸 처남 류조지 아키카네(龍造寺鑑兼)를 옹립한 가신들에 의해 히젠에서 쫓겨나 증조부 이에카네를 도와줬던 가마치씨(蒲池氏)의 지쿠고 야나가와 성(柳川城)으로 피신한다. 거기서 다카노부는 덴분 22년(1553년) 가마치 가의 원조를 받는데 성공하여 히젠을 탈환하였다. 이후 세력 확대에 전념한 다카노부는 에이로쿠(永綠) 2년(1559년)에는 한때 주군 가문이었던 쇼니가를 공격해 쇼니 후유히사를 할복시키고 쇼니 씨를 다이묘 가문으로써 완전히 멸했다.
그 후 에가미씨(江上氏) 등을 제압하고 에이로쿠 5년(1562년)까지 동 히젠의 지배권을 확립했다. 이러한 급속한 세력 확대는 근접한 아리마싸(有馬氏)나 오무라씨(大村氏) 등의 불안을 사 에이로쿠 6년(1563년)에 양 가는 연합하여 동 히젠에 침공하지만, 다카노부는 지바씨(千葉氏)와 동맹을 맺어 이 연합군을 물리쳤다. 이로 인해 남 히젠에도 위세가 미치게 되었기 때문에 이번은 분고(豊後)의 오토모 소린(大友宗麟)이 다카노부를 경계하여, 에이로쿠 12년(1569년)에는 소린이 직접 대군을 인솔해 히젠을 침공하지만, 모리 모토나리(毛利元就)가 부젠(豊前)에 침공해 왔기 때문에 소린은 히젠에서 철퇴했다. 이후 소린은 겐키 원년(1570년)에 남동생 오토모 지카사다(大友親貞)을 총대장으로 하는 6만 대군을 히젠으로 보낸다. 그러나 다카노부는 나베시마 나오시게(過島直武)에 의한 기습책으로 격퇴하여(이마야마 전투), 오토모 씨와 유리한 강화를 맺는 데 성공했다.
다카노부는 이마야마에서 오토모가와 싸워 이겼지만, 그 후도 오토모씨에게 종속하고 있었지만 결국 영토를 인정받아 미미가와의 싸움 전까지 영토를 확실히 인정받아 힘을 기르고 있었다. 덴쇼(天正) 원년(1573년) 서 히젠을 평정, 덴쇼 3년(1575년)에는 북 히젠을 평정한다. 덴쇼 4년(1576년)에는 남 히젠에 침공해, 덴쇼 5년(1577년)까지 오무라 스미타다(大村純忠)를 굴복시키고, 덴쇼 6년(1578년)에는 아리마 시게즈미(有馬鎮純)를 굴복시켜 히젠의 통일을 완성했다. 이때 적장자 류조지 마사이에(龍造寺政家)에게 가독을 양보하고 은거하였지만, 그러나 정치·군사적 실권은 여전히 다카노부가 잡고 있었다.

### 세력 확대
덴쇼 6년(1578년) 오토모 소린이 미미가와의 싸움으로 시마즈 요시히사에게 대패하면서, 다카노부는 오토모씨의 혼란을 타 오토모 씨의 세력권의 탈취에 박차를 가해 덴쇼 8년(1580년)까지 지쿠젠이나 지쿠고, 히고, 부젠 등을 세력하에 두는 것에 성공했다.
그러나 덴쇼 8년(1580년) 자신과 가문을 도와준 지쿠고의 가마치 아키모리의 아들 가마치 시게나미를 모살하고 야나가와 성의 가마치 일족을 몰살하고 인질로 맡고 있던 아카호시 무네이에의 아들을 죽이는 등 가신단에게 실망을 안긴다.
덴쇼 9년(1581년)에는 사가라씨를 물리친 시마즈씨가 북상하자, 다카노부는 이에 대항하기 위해서 덴쇼 11년(1583년) 마사이에를 히고에 침공시켜 한 때는 시마즈 군을 압도하고 있다.

### 사망
덴쇼 12년(1584년) 아리마 하루노부가 류조지 씨한테서 배반한다. 이것을 기회로 시마바라반도에 있는 모든 호족이 동요하기 시작했기 때문에, 다카노부는 스스로 대군을 인솔해 시마즈·아리마 연합군과의 결전을 준비한다.
이때 류조지 군은 6만(불분명한 수치)대군 이었지만, 적의 지장 시마즈 이에히사(島津家久)에게 오키타나와테 전투(沖田畷の戰い)에서 크게 지고 많은 장병과 함께 다카노부 자신도 향년 56세의 나이로 시마즈씨의 가신 가와카미 다다카타(川上忠堅)에 의해 죽임을 당했다.
이 싸움은 류조지씨의 몰락을 결정지었고 중신인 나베시마 나오시게는 주군인 다카노부의 유해를 방치한 채로, 도망갔다고 한다.

## 일화
- 선교사가 남긴 기록에는, 히젠의 다이묘는 시저를 닮은 것 같다고 기록되어 있다.
- 젊은 무렵부터 몇 번이나 히젠을 쫓긴 경위 때문인지 모든 것에 의심을 품는 냉혹한 인물이었다고 한다.
- 평상시부터 가신에게 차가웠기 때문에, 오키타나와테 전투 때 패색이 짙어지자 다카노부의 가마를 메는 것이 짜증이 난 측근들은 가마를 던지고 도망쳤기 때문에 다카노부는 늦게 도망쳐 죽었다고 하는 일화가 있다.
- 이와 같이 다카노부의 인간성에 대해서는 부정적인 내용이 많지만 이런 냉혹, 비정, 교활함이 있기 때문에 히젠의 호족에 지나지 않았던 류조지 가문이 다카노부 일대에서 큐슈 3강에까지 오른 것이 아니겠는가 라는 의견도 있다.
- 지쿠고의 가마치씨는 류조지씨에게 다카노부의 아버지 시절부터 당주 가마치 아키모리(蒲池鑑盛)가 도움을 주었고 그의 아들인 가마치 시게나미(蒲池鎭漣)는 다카노부의 딸과 혼인하여 지쿠고 침공에도 류조지 가를 협력하고 있었다. 다카노부에 있어서 시게나미는 사위이며 지쿠고에 있어서의 강력한 가세이기도 했다. 그러나 다카노부는 규슈 정벌을 위해 구실을 만들어 덴쇼 8년(1580년)에 2만의 군사로 야나가와 성을 공격하였다. 그러나 규슈 굴지의 난공불락의 성인 야나가와 성을 끝내 공락하지 못하자 다카노부 측 가신이자 시게나미의 외삼촌인 다지리 아키타네(田尻鑑種)로 인해 강화를 맺는다. 그 뒤 연회를 가장하여 가마치 일족도 몰살시켜 지쿠고를 공략했지만, 그 냉혹함은 류조지 사천왕의 한 명 햐쿠타케 도모카네(百武賢兼) 같은 심복의 충성심까지 크게 약화시켰다. 심지어 햐쿠타케 도모타케는 야나가와 성 출진 소식을 듣자 끊임없이 눈물을 흘리다 끝내 끝까지 출진하지 않았다. 다카노부의 첨병이었던 다지리 아키타네도 후에 다카노부를 배반하였다. 이 가마치 시게나미의 모살과 일족 살육은, 구로키 이에나가, 다지리 아키타네 등 지쿠고의 국인과 연잇는 배반이나 잇키를 불러, 결과적으로 다카노부는 지쿠고 경영을 질질 끌게 되어 몰락의 원인의 하나가 되었다.
- 젊었을 무렵이나 히젠 통일까지는 영명한 인물이었다고 한다. 그러나 은거한 뒤엔 주색에 빠져 나베시마 나오시게와 정무를 멀리하는 등 행패가 눈에 띄었다고 여겨진다.
- 상당히 비만해서 말을 탈 수 없었다고 한다(이견이 있다). 이 때문에 오키타나와테에서도 도주할 때에 가마를 사용할 수밖에 없었다고 여겨지며, 그 때문에 적에게 발각당했다고 여겨진다. 오키타나와테 전투의 패배 요인은 다카노부가 무모한 공격 명령을 내렸기 때문에, 군졸들이 자포자기가 했다고 하는 설도 있다.
- 시마즈 군이 획득한 다카노부의 수급은 후에 류조지가에 반환하였지만, 나베시마 나오시게는 반환하는 것을 거부하였다고 한다.
- 시마즈 측에 돌아온 목은 다카노부에 인연이 있던 아카호시 친가의 미망인에게 인도해지고 놀림감으로 되었다고도 하고, 시마즈 이에히사에 의해 매장해졌다고도 하며, 시마바라반도의 강에 흘러갔다고도 한다.
- 다카노부는 스루가의 센고쿠 다이묘 이마가와 요시모토(今川義元)와의 공통점을 많이 볼 수 있다. 「한 번은 불가에 입문했지만 환속하고 상속하였다」 「비만 체구로 말을 타지 못하고, 전장에서는 가마를 타고 있었다」 「대군을 인솔하고 있었음에도 관련되지 않고 적은 병력에 참패해 전사했다」는 공통점이 있다.

## 평가
젊은 시절부터 몇 번이나 히젠에서 쫓겨난 경위 때문인지 의심을 품기 쉬운 냉혹한 인물이었다고 전해지고 있다.그래서 살찐 곰이라는 별명을 얻었다.한편으로는 그러한 냉혹함과 교활함이 있었기에 히젠의 일국인(一國人)에 지나지 않았던 류조지(龍造寺)씨가 다카노부(隆信) 일대에 큐슈(九州) 삼강의 일각까지 올라선 것이 아닌가 하는 의견도 있다[주석 8].
루이스 플로이스가 남긴 기록에서는 오키타나와테 전투에서의 다카노부의 군비에 대해 '세심한 주의와 배려·결단은 카이사르의 신속함과 지혜로도 계획될 수 없는 것처럼 생각되었다[45]'고 평가하고 있다.카이사르도 군사에 관한 한 속단하는 사람이며 프로이스는 다카노부를 그 이상으로 평가한다.한편 카이사르는 적대적인 상대를 용서하는 경우가 많으며, 당시 유럽에서 의젓한 인물로 유명했으며 [주석 9] 위에서 언급한 다카노부의 인물평과는 정반대이다.

## 족보
- 부친 : 류조지 지카이에 (1504 ~ 1545)
- 모친 : 게이긴니 (1509 ~ 1600) - 류조지 다네카즈의 딸
- 정실 : 류조지 이에카도의 딸 - 다카노부에게 재혼하기 전에는 류조지 다네미쓰의 아내
  - 장남 : 류조지 마사이에 (1556 ~ 1607)
  - 삼남 : 에가미 이에타네(江上家種, 생년 미상 ~ 1593)
  - 아들 : 고토 이에노부 (1563 ~ 1622), 생모 불명의 자녀
- 생모를 모르는 자녀
  - 아들 : 류조지 다카히라(龍造寺隆平)
  - 딸: 다마쓰루히메 - 가마치 시게나미(蒲池鎮漣)의 아내
- 양자
  - 아들: 류조지 이에타다(龍造寺家均) - 고토 다카아키(後藤貴明)의 아들 하루아키(晴明)
  - 딸: 오야스(於安) - 야스코히메(安子姫), 히데노마에(秀の前), 묘안니(妙安尼)라고도 함. 류조지 다네미쓰와 류조지 이에카도의 딸 사이에서 태어난 딸. 오다 시게미쓰의 아내, 후에 하타 지카시의 후처

## 가신·편휘를 받은 인물
(*굵은 글자의 '노부(信)'을 포함한 인물이 다카노부로부터 편휘를 받은 인물이다.
- 일문중: 류조지 마사이에·에가미 이에타네·고토 이에노부(이상 다카노부의 아들), 류조지 노부치카·류조지 나가노부(이상 다카노부의 친동생), 류조지 이에나리, 류조지 아키카네, 류조지 이에하루, 류조지 이에요시, 류조지 야스후사
- 참모 : 나베시마 노부야스(후에 노부자네→노부마사→노부아리→나오시게 순으로 개명)
- 류조지 사천왕 : 나리마쓰 노부카츠, 에리구치 노부쓰네, 하쿠타케 도모카네(百武賢兼), 엔조지 노부타네/기노시타 마사나오
- 양탄이도(両弾二島) : 오무라 단조(탄정), 이누즈카 단조, 햐쿠타케 시마노카미, 가미타키 노부시게 (가미타키 시마노카미)
- 이시이 당 : 적남가(이시이 쓰네타다·이시이 노부야스·이시이 노부타다(시로자에몬), 2남가(이시이 노부타다(아키노카미)·이시이 다다미치·이시이 노부토시), 3남가(이시이 쇼사쓰), 5남가(이시이 가네키요))
- 그 외 : 오가와 노부야스, 오가와 노부토시(나베시마 나오시게의 친동생으로 노부야스의 양자), 구라마치 노부토시, 시교 다네카네(執行種兼), 노토미 노부카게(納富信景), 노토미 노부즈미(納富信純, 노부카게의 아들, 혹은 의제), 나베시마 노부후사(鍋島信房), 나리도미 노부타네(成富信種), 나리도미 노부야스(成富信安, 노부타네의 아들, 후의 시게야스), 안주 이에요시(安住家能), 이즈모 노부타다(出雲信忠), 에조에 노부토시(江副信俊), 도쿠시마 다네요리(徳島種順), 히데시마 이에치카(秀島家周, 노토미 노부즈미의 친동생), 우치다 가네토시(内田兼智), 가모우치 다네타다(鴨打胤忠), 하라다 노부타네(原田信種), 히로바시 노부아키(広橋信了), 쇼야 쇼잇켄(勝屋勝一軒), 마에다 이에사다(前田家定), 아야베 시게유키(綾部鎮幸)

## 참고 문헌
- 가와조에 히로시 《류조지 다카노부》 인물왕래사 〈일본의 무장 45〉, 1967년.
  - 가와조에 히로시; 가와부에 요시아쓰 (고정) 『류조지 다카노부 : 오주 이도의 태수』(개정판) 사가신문사, 2006년. ISBN 4882981610 。
- 대일본인명사전간행회편 국립국회도서관 디지털 컬렉션「류조지 다카노부」『대일본인명사전』하권 대일본인명사전간행회, 1926년.
  - 가와조에 요시아쓰 『전국 히젠과 류조지 다카노부』궁대 출판사, 2018년.